# Ultra Port Architecture

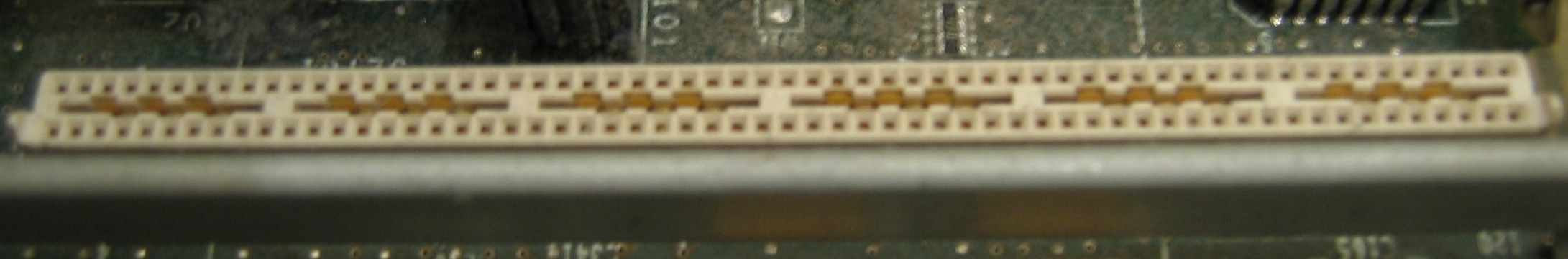
UPA connector op het moederbord van een Ultra 1 Creator werkstation

De Ultra Port Architecture (UPA) bus werd ontwikkeld door Sun Microsystems als een snelle verbinding tussen de grafische kaart en de CPU van de computer. Deze bus werd voor het eerst gebruikt in het Sun Ultra 1 werkstation in 1995.